# Општина Дивача
Општина Дивача (словен. Divača) је једна од општина нa Tpшћaнcкoм кpacy y Обално-Крашке регије у држави Словенији. Седиште општине је истоимени градић Дивача.
Општина Дивача је позната по туристички посећеној Шкоцјанској јами.

## Природне одлике
Општина Дивача налази се на југозападу државе. Општина се простире у залеђу Словеначког приморја. Доминира карстно тло.

## Становништво
Општина Дивача је ретко насељена.

## Насеља општине
| - Барка - Бетања - Брежец при Дивачи - Вареје - Ватовље - Времски Бритоф - Габрче - Гориче при Фамљах | - Горње Лежече - Горње Време - Градишче при Дивачи - Дане при Дивачи - Дивача - Долења Вас - Долње Лежече - Долње Време | - Заврхек - Качиче-Паред - Козјане - Лаже - Матавун - Мисличе - Накло - Отошче | - Подград при Времах - Поточе - Сенадоле - Сеножече - Фамље - Шкоцјан - Шкофље |  |